# Jacob Butterfield
Jacob Luke Butterfield (Bradford, 10 giugno 1990) è un calciatore inglese, centrocampista del Gateshead.

## Carriera

### Club
Jacob Butterfield inizia la carriera da calciatore nel 2004, quando viene acquistato dal Barnsley dove, in tre stagioni, compie tutta la trafila delle giovanili fino al 2007, anno del suo debutto in prima squadra. L'8 agosto 2009 realizza la sua prima rete in carriera, in occasione del match di campionato giocato con lo Sheffield Wednesday. Una settimana più tardi rimedia un'ammonizione, la prima della sua carriera da calciatore professionista, durante la partita di Championship con il Coventry City.
Il 3 luglio 2012 si trasferisce al Norwich City, firmando un contratto quadriennale.
Il 16 gennaio 2013 viene ceduto in prestito al Crystal Palace, squadra di seconda divisione inglese, fino al 19 febbraio.
In seguito gioca anche nella prima divisione australiana ed in quella scozzese.

### Nazionale
Nel 2011 il c.t. dell'Under-21 lo convoca per farlo disputare il match, valido per la qualificazione agli Europei del 2013, contro l'Islanda Under-21 del 10 novembre.